# Bataille de Sidi Khalef
Conquête de l'Algérie par la France
La troisième bataille de la Prise d'Alger s'est déroulée à Sidi Khalef et a opposé les Troupes d'Afrique dirigées par Louis de Bourmont, qui sera fait Maréchal de France, et la milice janissaire dirigée par Agha Ibrahim nommée par Hussein Dey. C'est lors de cette bataille qu'Amédée de Ghaisne de Bourmont, l'un des quatre fils du futur Maréchal, fut tué.